# Villarsia ovata
Villarsia ovata là một loài thực vật có hoa trong họ Menyanthaceae. Loài này được (L. f.) Vent. miêu tả khoa học đầu tiên năm 1803.